# 魚湯
鱼汤是一種将食用魚、海鮮与蔬菜、高湯、蔬果汁、水或其他液体混合制成的食物。鱼汤与炖鱼相似，在某些情况下，两者之间可能没有明显的区别；不過鱼汤相較於炖鱼來說含有更多的液体。中式的魚湯呈奶白色，其製作工序包括：將魚身打鱗、移除內臟、洗掉所有魚血，用薑片起鑊，然後將魚煎香煎透，再倒入熱水，蛋白質及脂肪便會溶解於水中。